# Miguel Reale
Miguel Reale (São Bento da Sapucaí, 6 de noviembre de 1910-São Paulo, 14 de abril de 2006) fue un jurista, filósofo, académico y político conservador brasileño.
Miguel Reale fue profesor de Filosofía del Derecho en la Universidad de São Paulo, la institución de la que más tarde recibió el título de profesor emérito. Como erudito, fue conocido en América Latina y en Europa continental por sus obras en el derecho y la filosofía. Es el creador de la teoría tridimensional del derecho, que comprende al Estado considerando inseparables los tres órdenes de apreciación: el filosófico, el sociológico y el jurídico.
Miguel Reale es considerado el principal arquitecto del actual Código Civil de Brasil.
Desempeñó el cargo de Secretario de Justicia para el Estado de São Paulo en 1947 y 1963, y dos veces el de Rector de la Universidad de São Paulo y estudio en la universidad de ciencias comerciales (ucc)en 1949 y 1969. Fundó el Instituto Brasileño de Filosofía, en 1949, y la Sociedad Interamericana de Filosofía, domiciliada en São Paulo, en 1954.